# فحص الجهاز التنفسي

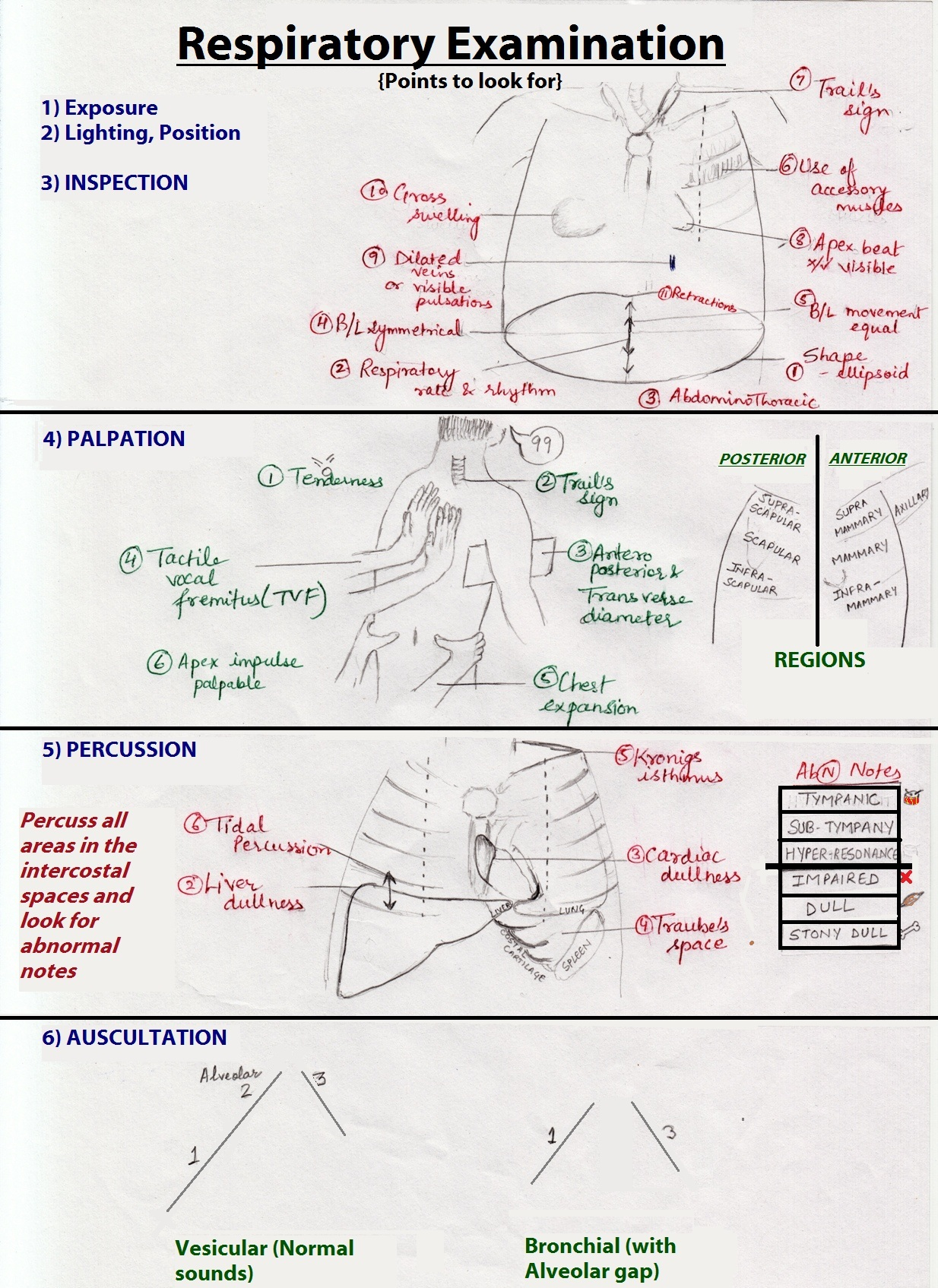
فحص الجهاز التنفسي

فحص الجهاز التنفسي يتم إجراء الفحص التنفسي كجزء من الفحص البدني، أو عندما يتلقى المريض مشكلة تنفسية مثل( ضيق التنفس، والسعال، وألم في الصدر ) أو تاريخ يشير إلى وجود أمراض في الرئتين. وغالبا ما، يتم دمج فحص التنفس مع فحص القلب.

## الفحص
في الفحص التنفسي، يُطلب من المريض الجلوس مستقيماً على طاولة الفحص، مع وضع الأذرع في الجانب. يتم ضمان الإضاءة الكافية ويطلب من المريض الكشف عن صدره.
في وقت لاحق من الفحص، يتم فحص الظهر، يطلب من المريض عادة تحريك الذراعين إلى الأمام بحيث لا يكون الكتف في طريق فحص حقول الرئة. تهدف هذه الحقول إلى الارتباط بالرئة، وبالتالي يتم اختبارها على جدران الصدر الأمامية والخلفية (الجزء الأمامي والخلفي للصدر ).

## مراحل الفحص
يجرى الفحص على أربعة مراحل، ويُطلب قبلها من المريض الجلوس باستقامة وذراعيه إلى جانبيه مع خلع الملابس التي تغطي الصدر (المنطقة المفحوصة). قد يطلب الفاحص من المريض أيضًا تحريك ذراعيه للأمام ليتمكن من سماع أصوات الرئة عبر الظهر؛ فبهذه الطريقة يبعد لوحي الكتف اللذين قد يمنعانه من سماع أصوات الأجزاء العلوية للرئتين. تطابق هذه الأجزاء فصوص الرئة، وتفحص عبر جدار الصدر الأمامي والخلفي.

### المعاينة والملاحظة
في هذه المرحلة، يراقب الفاحص المريض ويقدر معدل تنفسه (أي عدد مرات تنفسه) في الدقيقة الواحدة. يجرى هذا الفحص عادةً في سياق بعض الاختبارات الأخرى، كي لا يغير المريض دون وعي معدل تنفسه الأساسي عندما يعلم أن الفاحص يراقب تنفسه. يبلغ معدل التنفس الطبيعي لدى البالغين نحو 14- 20 نفس في الدقيقة، بينما يصل معدل التنفس الطبيعي عند الأطفال حتى 44 نفس في الدقيقة. 
بعد تحديد معدل تنفس المريض، يبحث الفاحص عن العلامات التي تشير لضيق النفس، والتي قد تشمل:
- الزرقة: قد تكون زرقة محيطية (زرقة أطراف) أو مركزية (زرقة لسان).[4]
- التنفس مع زم الشفاه.[5]
- استخدام العضلات التنفسية الإضافية كالعضلات الأخمعية وبين الضلعية.[5]
- التنفس الحجابي: يتحرك فيها الحجاب بشكل متناقض؛ أي يتحرك نحو الأعلى أثناء الشهيق.
- علامة السحب بين الأضلاع.
- انخفاض حركة جدار الصدر في الجانب المصاب.
- ارتفاع ضغط الوريد الوداجي، ما قد يشير لقصور قلب أيمن.[5]

يقوم الفاحص بمعاينة جدار الصدر الأمامي والخلفي بحثًا عن أي تشوهات، وقد يشمل ذلك:
- الحداب: انحناء أمامي- خلفي غير طبيعي في العمود الفقري.[6]
- الجنف: انحناء جانبي غير طبيعي في العمود الفقري.[7]
- الصدر البرميلي: يكون جدار الصدر في هذه الحالة مقببًا. يعتبر طبيعي عند الأطفال، بينما يكون مرضي لدى البالغين، ويشاهد بشكل نموذجي لدى مرضى الانسداد الرئوي المزمن، بسبب فرط انتفاخ الرئتين.[8]
- الصدر المقعر: تكون فيه عظمة القص غائرة في الصدر.[9]
- الصدر الجؤجؤي: تكون فيه عظمة القص بارزة نحو الخارج.[10]

بالإضافة إلى قياس معدل التنفس لدى المريض، يقوم الفاحص بمراقبة نمط تنفس المريض:
- يكون نمط التنفس سريعًا لدى مرضى الحماض الأيضي، ويسمى هذا النمط بتنفس كوسماول. يساعد التنفس السريع المريض على تعويض انخفاض درجة حموضة الدم عن طريق زيادة كمية ثنائي أكسيد الكربون في الزفير، وهذا سيمنع تراكم الأحماض في الدم.[11]
- يحدث في تنفس تشاين- ستوكس فترات متناوبة من التنفس السريع والبطيء، وهذا قد ينجم عن إصابة في جذع الدماغ.[12] يمكن ملاحظة تنفس تشاين- ستوكس عند الأطفال حديثي الولادة، ولكنه قد يكون طبيعي أو فسيولوجي في بعض الأحيان.
- يستطيع الطبيب خلال هذا الفحص ملاحظة علامات السحب الصدري عند مرضى الربو. يغور جلد العنق في السحب فوق القصي نحو الداخل نتيجة انقباض عضلات التنفس الإضافية في العنق لتساعد المريض في عملية الشهيق. وفي السحب بين الضلعي، يغور الجلد بين الأضلاع نتيجة انقباض العضلات بين الضلعية (أو العضلات الوربية) لتساعد المريض على التنفس. تشير هذه العلامات إلى معاناة المريض من ضيق النفس.[13]

يفحص الطبيب عادةً الأصابع بحثًا عن الزرقة والتعجر، والرغامى بحثًا عن الانحراف.

## وصلات خارجية
- فحص الجهاز التنفسي - جامعة فلوريدا
- فحص الصدر - جامعة فلوريدا
- فحص الجهاز التنفسي - فحص الجهاز التنفسي
- أصوات الرئتين - 3M - Littmann Stethoscopes